# キューバの歴史
キューバの歴史（キューバのれきし Historia de Cuba）では、スペイン帝国の西インド諸島植民地時代から社会主義政権の冷戦時代までについて、キューバ共和国とその周辺地域の歴史を詳述する。

## 通商院と要塞化
キューバは1492年10月27日、クリストバル・コロンの第一次航海で「発見」された島である。翌年、彼の進言で西インド諸島貿易に従事する全船舶はカディスを唯一港とした。1501年、スペイン王室は鉱脈探査・鉱山開発に勅許を要する布告を出した。これは3年たって認可制となった。1503年には通商院の創設に伴いセビリアが新世界貿易管理を独占することになった。1511年、キューバをベラスケスが率いる遠征隊が征服・植民地化した。翌年、バルトロメ・デ・ラス・カサスがキューバ総督に呼ばれてイスパニョーラ島からキューバへ移った。1516年、イスパニョーラ島で最初の精糖工場が建設された。やがて精糖業はキューバへ伝わった。精糖業の発展は着実ながら緩慢であった。16世紀の間、牛馬を使った工場が利用され、やがてこの種の工場を複数所有する者が出てきた。一方、水力を使える有数の工場はスペイン政府の全面的優遇措置を受けられた。
1519年、カール5世が即位に際してラス・カサスをスペイン本土の会議に召還した。そこでラス・カサスはキューバでの残虐行為を非難した。島にはタイノもしくはアラワクと呼ばれる先住民がいた。スペイン人による虐待・強制労働・疫病により、彼らのほとんどが絶滅したとされる。同時に植民地化は砂糖・奴隷産業を盛んにし、キューバはスペインと中南米の中継地点として開発された。1521年、キューバがヌエバ・エスパーニャの一部となった。1526年、帝国内の全臣民に新世界への移住が認められた。1528年、プエルトリコ在住の全スペイン人は今後2年以内に結婚しなければ労働力として割り当てられたインディオたちを没収するという勅令が出された。同年、二人のドイツ人がアシエント契約権を握り、カリブ海諸地域に向こう4年間で4千人の黒人奴隷を輸入することを約した。1531年、ラス・カサスはスペイン政府に500から600人の黒人奴隷を西インド諸島へ送るよう要請した。ラス・カサスによれば、1540年までにスペイン帝国全域で10万人以上の黒人奴隷が投入された。1542年、ラス・カサスが「インディアスの破壊についての簡潔な報告」を当時太子であったフェリペ2世に上申した。彼はエンコミエンダ制をカトリックの価値観から厳しく批判した。
人権問題の根本的な解決はなされなかった。ラス・カサスはインディオに対し同情したが、しかし黒人奴隷については砂糖産業と和解した。そしてイタリア戦争とウィーン包囲で生じた債務を返済するために、カールはスペインと結びついた国際港アントウェルペンを盛り上げねばならなかった。16世紀後半、キューバの砂糖輸出量が年平均460トン強となった。宗教改革が、メリノ羊の独占体制を強化してゆくスペインを牽制しつつ、また修道院を取り潰して諸侯の財源となした。1556年、西インド諸島に輸入される奴隷一人につき100ドゥカデンの関税が課された。ユグノー戦争序盤の1565年、スペイン人以外の移住が本格化した。このときスペイン政府は150人のポルトガル人とその妻子にイスパニョーラ島への移民を許可した。1584年、西インド諸島への移民要件が身元の確認を一層厳しいものとした。16世紀末までに黒人奴隷の密貿易は相当な規模となった。ラス・カサスが『新世界史』に記したところによると、黒人奴隷が技術革新による水力砂糖工場で働かされるようになって、労働の過酷なあまりサトウキビのシロップから採れる飲料をがぶ飲みし、悪疫で多くの死者を出した。1586年、スペイン議会は自国の輸入過剰と地金流出を嘆き、フェリペ2世に対応措置を請願した。カリブ海植民地は王室の独占物として管理され、キャラバン船団が通る港が要塞化された。スペイン領フロリダの後背地として、キューバがイスパニョーラを凌ぐ要衝となった。キューバ総督には軍人が任命されるようになった。1581年にオランダが独立し、また1588年にアルマダの海戦で敗れてしまった以上、前線を下げるわけにはいかなかったのである。

## 19世紀前半
19世紀初め（ラテンアメリカ情勢の詳細）、イスパニョーラ島（フランス領サン・ドマング）で黒人革命が起こり、黒人共和国ハイチが独立したことで、同島における奴隷制プランテーションは壊滅した。そのため、砂糖きび生産に関わる白人プランターは、ハイチに代わってキューバで砂糖きびプランテーションの経営を行った。そのため、19世紀半ばまでにはキューバは世界最大の砂糖生産地となった。さらに、それまで専売だった葉巻の販売がスペイン政府により自由化されたことを受けてたばこ生産も盛んになり、葉巻の通商でも富を得るようになった。しかし同時に、1830年代からスペインの支配者が次第に抑圧的となり、キューバ国内の入植者の間では次第に独立の気運が高まり、一時キューバのアメリカ編入を目指す運動も起きた。

## キューバ独立とアメリカ合衆国の支配

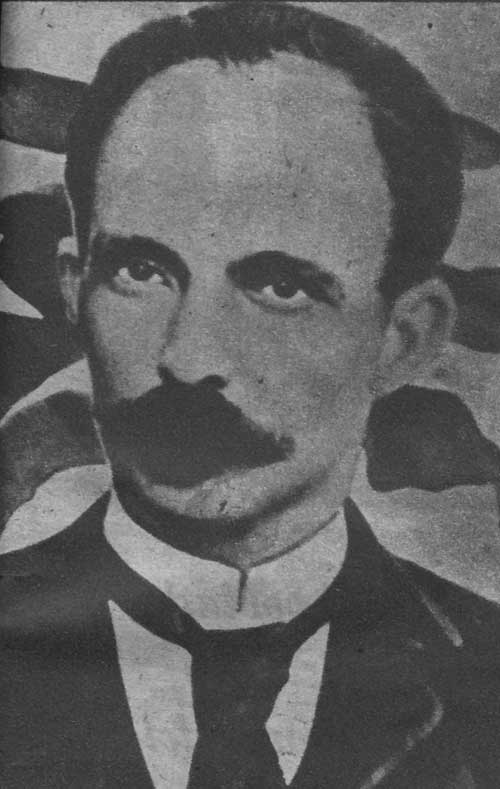
民族的英雄ホセ・マルティ

独立闘争は1868年に始まり、1878年には一旦スペインとの休戦が成った。しかし、1895年からはホセ・マルティらの指導による独立闘争が再発し、1898年のスペイン・アメリカ戦争（米西戦争）によるアメリカ合衆国の介入まで続いた。アメリカ合衆国の勝利より、キューバはアメリカ合衆国軍の占領を経て、1902年5月20日に400年に及ぶスペイン支配から解放され、独立を勝ち取った。
しかし、キューバの独立は形式的なものであり、事実上のアメリカ合衆国の支配の始まりでもあった。1901年、キューバ国憲法に盛り込まれたプラット修正条項（Platt Amendment）には、アメリカ合衆国の内政干渉権、グアンタナモ、バイア・オンダの二箇所にアメリカ合衆国の軍事基地を置くなどが盛り込まれていた。1901年末、トマス・エストラーダ・パルマが初代大統領に選出され、1902年5月に
キューバ共和国が正式に発足した。
独立後、キューバにはアメリカ合衆国の資本が数多く進出し、精糖産業など多くの資源産業をアメリカ合衆国の企業が支配した。また、政治家の不正が度重なって生じたことで、キューバの現状に対する国民の不満はより深化していった。このような国民の不満は、はやくも1906年に反乱行為として結実し、キューバはアメリカ合衆国の占領下に入らざるを得ない状況となった。1908年の大統領選挙で自由主義的なホセ・ミゲル・ゴメスが大統領となり、合衆国軍は撤退した。しかし、1912年には白人支配に反発する黒人の反乱が発生したため、ゴメス政権はアメリカ軍と結んでこれを鎮圧した。1913年選挙により保守派のマリオ・メノカルが大統領となると、当初は安定した統治を行っていたが、1920年選挙をめぐり混乱が深まり合衆国軍の介入を受けた。その後も、キューバではクーデターの発生や相次ぐ政変により、1930年代まで政治的な不安定期が続いた。とりわけ、急進的な社会主義革命勢力が台頭したことに合衆国は警戒を強め、反革命勢力と結んでプラット修正条項の廃棄（海軍基地設置の条項は除外）を認めるなど、キューバの秩序維持に努めざるを得なかった。
1929年より始まる世界恐慌は、これまでの合衆国のカリブ海政策に大きな見直しを迫ることになった。1933年、合衆国大統領に就任したフランクリン・ルーズベルトは、従来までの強硬姿勢にかわって、いわゆる「善隣政策」を行って中南米における通商拡大を図っていった。こうした中、プラット修正条項も1934年に撤廃され、キューバは政治的独立を回復させた。キューバ国内の不安定な政治状況は、1933年から政治の主役を演じていたフルヘンシオ・バティスタ（Fulgencio Batista）が、1936年に政権の実権を握ったことで一定の安定を見せ、キューバ政府が社会経済の改革計画を実行できるまでになった。そして、1940年になると、バティスタの大統領就任と新憲法の公布により、ようやくキューバでは政治的緊張が緩和された。1944年の総選挙でバティスタが敗北した後、キューバは国際連合設立（1945年）や米州機構設立（1948年）に参加した。しかし一方で、国内では砂糖の国際価格の不安定化とインフレ問題が重要課題として浮上し、政府が有効対策をとれなかったことで、社会不安が拡大した。
1952年、バティスタはクーデターで政権を奪取し、憲法を停止した上で独裁政治を開始した。これにより、米国のキューバ支配は頂点に達し、バティスタ政権・米国政府・米国企業・マフィアの4者がキューバの富を独占し、その富が米国本土に流れるような社会構造が形成された。1953年7月26日、このようなアメリカによる半植民地状態の克服を夢見て、弁護士フィデル・カストロ（Fidel Castro Ruz）率いる青年たちが蜂起（モンカダ兵営襲撃）したが失敗に終わり、関係者は投獄された。1954年にバティスタは形式のみの信任選挙で再選を果たし、1955年の大統領就任と同時に憲法に基く統治を復活させ、カストロらの政治犯に恩赦を与えた。カストロは、恩赦によって出獄すると反政府組織「7月26日運動（M26）」を結成、同志とともにメキシコに亡命した。その後、砂糖の国際価格の安定により、キューバ経済の状況は改善されたが、バティスタの独裁体制は継続され続けた。

## 社会主義政権

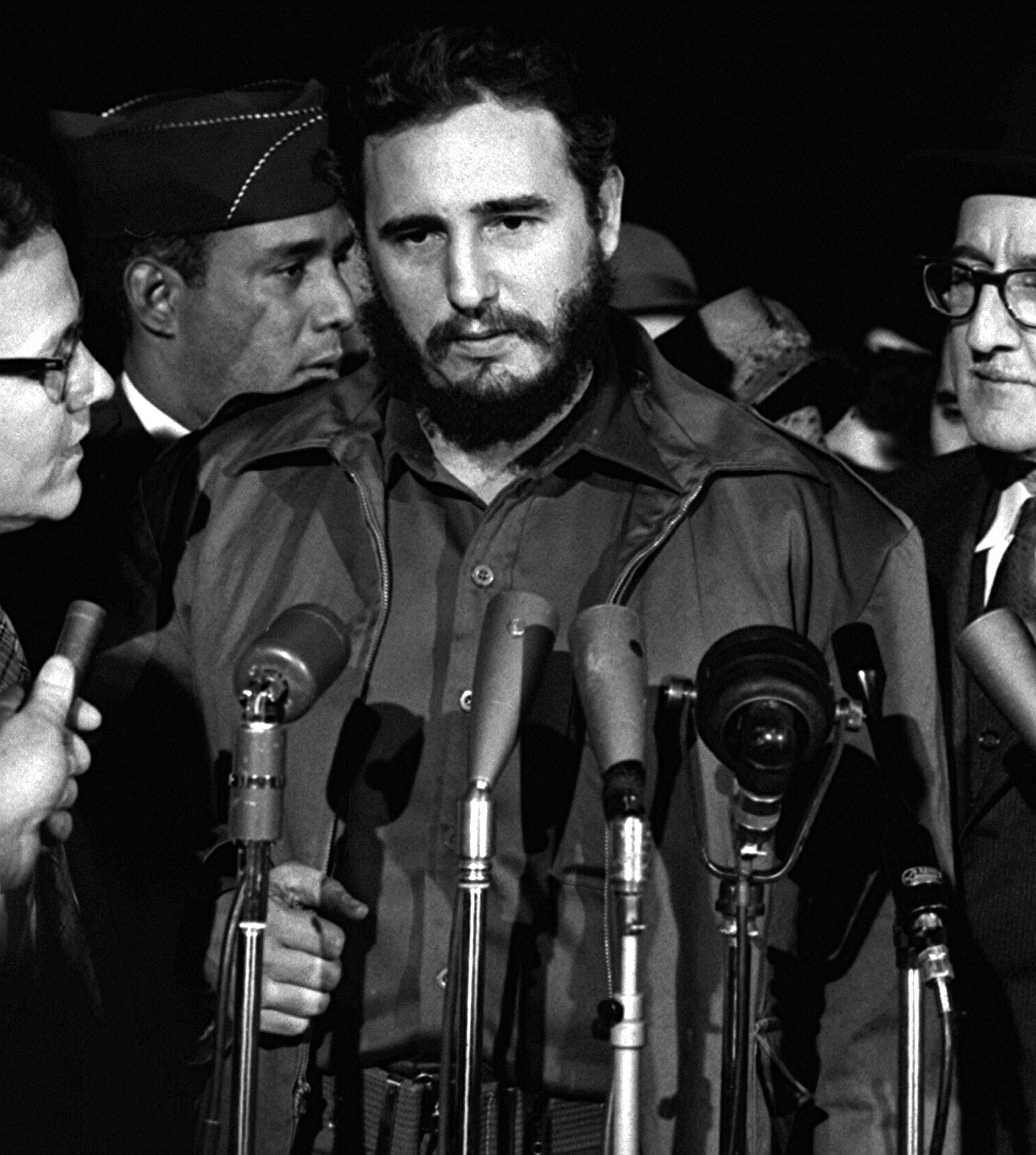
キューバ革命を主導したフィデル・カストロ

メキシコ亡命後、カストロらはその地でアルゼンチン人医師のチェ・ゲバラ(Ernesto "Che" Guevara Lynch)と出会い、ゲリラ戦訓練を受けた後、1956年12月にヨット「グランマ」号にのってキューバに上陸した。その際、政府軍の攻撃でカストロらは壊滅的打撃を受けたが、シエラ・マエストラ山脈を拠点として政府軍へ2年余りのゲリラ闘争を行った末、1959年1月1日にバティスタを国外逃亡に追い込んだ。これにより革命政権が誕生したが、その際に革命政権は、発足後数週間の内に軍事法廷で旧バティスタ政権関係者を裁き、およそ550人を処刑した。その後、2月半ばにカストロが首相職に就任すると、革命政権は一連の農地改革法を実施し、砂糖よりも食料になる作物の生産に力を入れ始めた。また、精糖業などでアメリカ資本に握られていた土地と産業を国有化し、農業の集団化を実施するなど社会主義国家の建設を推進した。この過程で、中・上流階級の多数の人々がアメリカなどへ亡命した。
バティスタ政権という傀儡政権を失った米国は、革命政権とは別の政権樹立に向けた動きを見せていたが、59年5月から革命政権が実施した徹底的な農地改革に直面したことで、革命政権を敵視するに至った。折りからの米ソ対立の影響を受け、米国に敵視された革命政権はソ連に接近し、1960年にソ連と正式な外交関係を結んだ。米国政府との対立が決定的になると、キューバ政府は国内からの米国企業の排除に努め、米国資本の石油精製会社、製糖会社、電話会社、銀行・商業・工業の大企業を国有化した。1961年、米国政府はキューバとの外交関係を断絶し、少量ながら続けていたキューバ産砂糖の輸入も全面禁止した。そして、アメリカの支援と訓練を受けた亡命キューバ人の反革命軍をキューバ南部のピッグス湾に侵攻させたが、反革命軍は撃退されて目標を果たせなかった（ピッグス湾事件）。
1962年2月3日に米国のケネディ大統領はキューバとの輸出入を全面禁止し、キューバの経済封鎖を行うと発表した。同年、キューバにおけるソ連のミサイル基地の建設とミサイルの搬入が明らかとなり、核戦争の危機となったが米ソの妥協で危機を回避する事態が起きた（キューバ危機）。これにより、アメリカとキューバの関係は一挙に悪化したが、1965年にアメリカとキューバは、キューバ人のアメリカ移住を認めることで合意し、1973年までに26万人以上がキューバを去った。

## 略年表
- 1492年 コロンブス、キューバ島に到着（12月27日）
- 1509年 ディエゴ・ベラスケス、キューバ総督に任命
- 1868年 第一次独立戦争（10年戦争）開始
- 1895年 ホセ・マルティ、オリエンテのラプライータに上陸、第二次独立戦争開始。（4月10日）
  - 5月19日 ホセ・マルティ戦死
- 1898年 米西戦争（2月）
- 1902年 独立、エストラーダ・パルマ政権発足（5月）
- 1903年 米国、グァンタナモ湾を租借
- 1952年 バティスタ軍曹のクーデター（3月）
- 1953年 モンカダ兵営襲撃（7月26日）、モンカダ裁判（9月）
- 1955年 フィデル・カストロ恩赦、メキシコへ亡命
- 1956年 グランマ号でオリエンテ州に上陸（12月）
- 1957年 革命幹部会による大統領官邸襲撃（3月）
- 1958年 反乱軍の最終攻勢始まる
- 1959年 バティスタ大統領亡命（1月1日）
  - 2月17日 フィデル・カストロ、首相に就任、革命政権成立（キューバ革命）
  - 4月15日 フィデル・カストロ、ニューヨークへ米国政府に対する表敬訪問、米国政府は黙殺
  - 5月17日 農地改革法公布
- 1960年 米国政府、キューバ砂糖輸入割当廃止の意向発表
  - 2月4日 ミコヤン・ソ連副首相訪問、キューバ・ソ連通商条約調印
  - 4月4日 ユナイテッド・フルーツ社の所有地接収
  - 6月29日 石油会社テクサコ製油所介入
  - 7月1日 石油会社エッソ、シェルの製油所介入
  - 7月2日 米国政府、キューバ砂糖輸入割当制度を廃止
  - 8月6日 米国企業接収
- 1961年 米国と外交関係断絶（1月3日）
  - 4月4日 傭兵軍航空機によるハバナ等への航空施設爆撃。
  - 4月16日 フィデル・カストロ、社会主義革命宣言
  - 4月17日 反革命傭兵軍上陸事件（～19日）（ピッグズ湾事件）
  - 4月25日 米国、対キューバ全面的貿易封鎖発表
- 1962年 キューバ危機（10月15日）、ケネディ大統領、対キューバ海上封鎖宣言（10月22日）
  - 10月27日 オリエンテ州北部でU-2機撃墜
  - 10月28日 フルシチョフ・ソ連首相、ミサイル撤去受け入れ
- 1963年 フィデル・カストロ、初のモスクワ訪問
- 1965年 キューバ共産党結成
- 1967年 フィデル・カストロ、チェ・ゲバラの死亡を発表
- 1975年 第一回共産党大会、アンゴラ派兵本格化
- 1976年
  - 新憲法（現行憲法）制定
  - クバーナ航空455便爆破事件。傭兵軍のルイス・ポサダ・カリレス、旅客機を爆破墜落させ乗客乗員73人全員を殺害
- 1977年 米国と利益代表部設置で合意
- 1981年 ニカラグアへ派遣した教師が暗殺
- 1983年 アメリカのグレナダ侵攻に抗議して派兵
- 1992年 憲法改正により、キューバを社会主義国家と定義。米国でトリチェリ法[11] 成立、ブッシュ大統領が署名
- 1993年 ドル所有の合法化
  - 12月22日 カストロの実の娘、アリナ・フェルナンデスがアメリカへ亡命
- 1994年 米・キューバ移民協議、難民問題で米国政府と合意
- 1996年 米国でヘルムズ・バートン法[12] 成立、クリントン大統領が署名
- 1998年 当時のローマ教皇ヨハネ・パウロ2世のキューバ訪問
- 1999年 米国、対キューバ経済制裁の一部緩和措置発表、エリアン少年事件
- 2000年 米国による対キューバ経済制裁の一部緩和措置発表
- 2001年 米国からの食糧購入開始
- 2002年 カーター米元大統領キューバ訪問。憲法改正
- 2005年 キューバ航空機爆破、カストロ議長暗殺未遂など親米テロの廉で逮捕され、保釈後ベネズエラへ逃亡していた傭兵軍のカリレス、アメリカへ亡命を求めて脱出するもマイアミで逮捕される
- 2007年5月8日 テキサス州エルパソ連邦地裁、カリレスの勾留を却下し釈放
- 2009年4月13日 オバマ米大統領、トリチェリ法の緩和（国内から一般市民への送金制限とキューバ市民の面会のための入国規制の撤廃）を決定。